# Meglógtam a Ferrarival
A Meglógtam a Ferrarival (eredeti cím: Ferris Bueller's Day Off, vagyis „Ferris Bueller szabadnapja”) egy 1986-ban bemutatott amerikai vígjáték, John Hughes rendezésében.
A film egy középiskolás végzős diákról, Ferris Bueller-ről (Matthew Broderick) szól, aki úgy dönt, hogy beteget jelent, ellóg az iskolából és Chicago belvárosában tölt el egy napot. Vele tart barátnője, Sloane Peterson (Mia Sara) és legjobb barátja, Cameron Frye (Alan Ruck) is. A történetben felbukkannak szülei, húga és az iskolaigazgató is, akiket a nap folyamán sikeresen el tud kerülni. A filmben Bueller gyakran áttöri az úgynevezett negyedik falat, amikor közvetlenül a kamerába mondva magyarázza el módszereit és ötleteit.
A forgatókönyvet a rendező John Hughes kevesebb mint egy hét alatt írta. A forgatás 1985 második felében, néhány hónapig tartott és 5,8 millió dollárba került. A filmben több híres chicagói építmény is felbukkan (Sears Tower, Chicagói Művészeti Intézet), kifejezve Hughes szeretetét a város iránt: „Igyekeztem annyit megmutatni Chicagóról, amennyit csak lehet. Nem csak az építészetet és a tájat, de a szellemét is.”
A filmet 1986. június 11-én mutatta be a Paramount Pictures, és az év egyik legnagyobb kasszasikere lett, a kritikusok és a közönség is lelkesedéssel fogadta.

## Cselekmény
|  | Alább a cselekmény részletei következnek! |

A film kezdetén Ferris Bueller (Matthew Broderick), a végzős középiskolai tanuló egy kellemes tavaszi napon úgy dönt, hogy a szülei előtt betegséget színlelve, ellóg az iskolából. Meggyőzi legjobb barátját, a depressziós Cameron Frye-t (Alan Ruck), hogy tartson vele. Cameron tiltakozása ellenére elköti barátja apjának féltve őrzött 1961-es Ferrari 250 GT Californiá-ját, hogy Ferris barátnőjét, Sloane Petersont (Mia Sara) csellel elvihessék az iskolából. Közben az iskolában és a városban eltorzulva terjed a hír Ferris komoly betegségéről, rengetegen együttérzésüket fejezi ki, illetve adakozni kezdenek a felépülésére, mely a film egyik visszatérő poénja. Városszerte terjed a „Mentsük meg Ferrist!” (Save Ferris!) című kampány, melynek feliratai különböző felületekről köszönnek vissza. Két szereplő azonban észreveszi a csalást: az egyik Ferris háttérbe szorult húga, Jeanie (Jennifer Grey), akit feldühít bátyja viselkedése és az, hogy mindig megússza a felelősségre vonást. A másik az iskola igazgatója, Edward Rooney (Jeffrey Jones), aki meg van győződve arról, hogy Bueller évek óta iskolakerülő és az orránál fogva vezeti őt (ebben teljes mértékig igaza van).
Ferris, Sloane, és Cameron a kertvárost maguk mögött hagyva Chicago belvárosába mennek. A Ferrarit két garázsőrre bízzák, akik a fiatalok távollétében rögtön sétakocsikázásra mennek az értékes autóval. A három barát egy kellemes és gondtalan napot tölt el a városban. Egy előkelő étteremben étkeznek, megtekintik a Cubs baseballmérkőzését a Wrigley Field stadionban, szétnéznek a Sears Tower legfelső emeletéről, meglátogatják a Chicagói Művészeti Intézetet (Art Institute of Chicago) és a chicagói tőzsdét. Ferris kissé megzavarja az amerikai németek évente megrendezett Von Steuben-napi parádéját, amikor egy felvonuló kocsiról énekel egy amerikai slágert ami magával ragadja a tömeget.
Ezalatt Rooney igazgató elindul, hogy megtalálja Ferrist. Előbb a család házához megy, ahol rövid ideig bedől Ferris előre rögzített kaputelefonos üzenetének, majd rájön a turpisságra. Megpróbál bejutni a házba, ám a család kutyája megkergeti és tönkreteszi ruháját. Jeanie ugyancsak leleplező szándékkal tér haza, de meglepetésére az igazgatót találja otthon, akit betörőnek néz, ezért fejbe rúgja és felhívja a rendőrséget. Az igazgatónak sikerül elmenekülnie, majd kénytelen a tilosban parkolás miatt éppen elvontatott autója után sántikálni. A rendőrség hamis bejelentés miatt beviszi Jeanie-t a rendőrőrsre, ahol beszélgetni kezd egy kábítószer-terjesztővel (Charlie Sheen). A fiú azt tanácsolja, hogy ne foglalkozzon annyit a bátyjával, inkább törődjön magával. Jeanie-t idegesíti a fiú, de mire az anyja megérkezik, hogy kiváltsa, csókolózva talál rájuk.
A nap végén Ferris és barátai visszakapják a Ferrarit, de a hazaúton észreveszik, hogy több mint száz mérfölddel többet mutat a számláló. Cameron, rettegvén az apja reakciójától, kiborul és látszólag katatóniába esik, de később bevallja, hogy csak megjátszotta. Közben azon elmélkedik, hogy miként engedhette, hogy apja rátelepedjen az életére. Visszatérve Cameronék házába megemelik a Ferrari hátsó kerekeit és visszafele járatják a motort, de később észreveszik, hogy a számláló mozdulatlan marad. Cameronból kitör az apja iránt érzett, évek alatt felgyülemlett harag, és rugdosni kezdi az autó elejét, ami behorpad és a lámpája is eltörik. Ekkor jön rá, hogy itt az ideje kiállni és vállalni az okozott károk következményeit az apja előtt. Amikor megnyugodva nekidől az autónak, akaratlanul leveri az emelőt. A visszafele forgó hátsó kerekek miatt a Ferrari áttöri a garázs üvegfalát és a ház mögötti szakadékba zuhan. Ferris felajánlja, hogy elvállalja a felelősséget, de Cameron ragaszkodik hozzá, hogy ő legyen a felelős.
Ferris hazakíséri Sloane-t, és a nap eseményeiről beszélgetve ébred rá a fiú, hogy még öt perce maradt, míg a szülei hazaérnek és felfedezik, hogy eltűnt. Amint hazafelé szalad, többször is hajszálon múlik, hogy a szülei nem veszik észre. Egyedül az anyja autóját vezető húga látja meg, és felgyorsít, hogy leleplezze bátyját, ezért a nyomukba eredő rendőrtől egy újabb büntetést kap gyorshajtásért. A hátsó bejáratnál Ferris Rooney igazgatóval találja szembe magát, aki megfenyegeti, hogy meg kell ismételnie az évet. Azonban Jeanie korábban megtalálta Rooney pénztárcáját a konyhapadlón, és rájön, hogy ő volt a behatoló. Ezt kihasználva kiszabadítja testvérét az igazgató markaiból, és megzsarolja, hogy hagyja a dolgot annyiban, mivel tud róla, hogy a házukban járt. A megtalált tárcát a kutyához dobja, amely újra megtámadja Rooneyt. Ezalatt Ferrisnek éppen elegendő ideje marad, hogy gyorsan visszafeküdjön az ágyba, és megerősítse a hazatérő szüleit hitükben, hogy fiuk még mindig beteg és egy jó gyerek.
A stáblista alatt a sántikáló Rooney-t felveszi az éppen arra haladó iskolabusz, mely tele van diákjaival. A stáblista végén Ferris előjön a fürdőszobából, és felszólítja a nézőket, hogy menjenek haza.
|  | Itt a vége a cselekmény részletezésének! |

## Szereplők

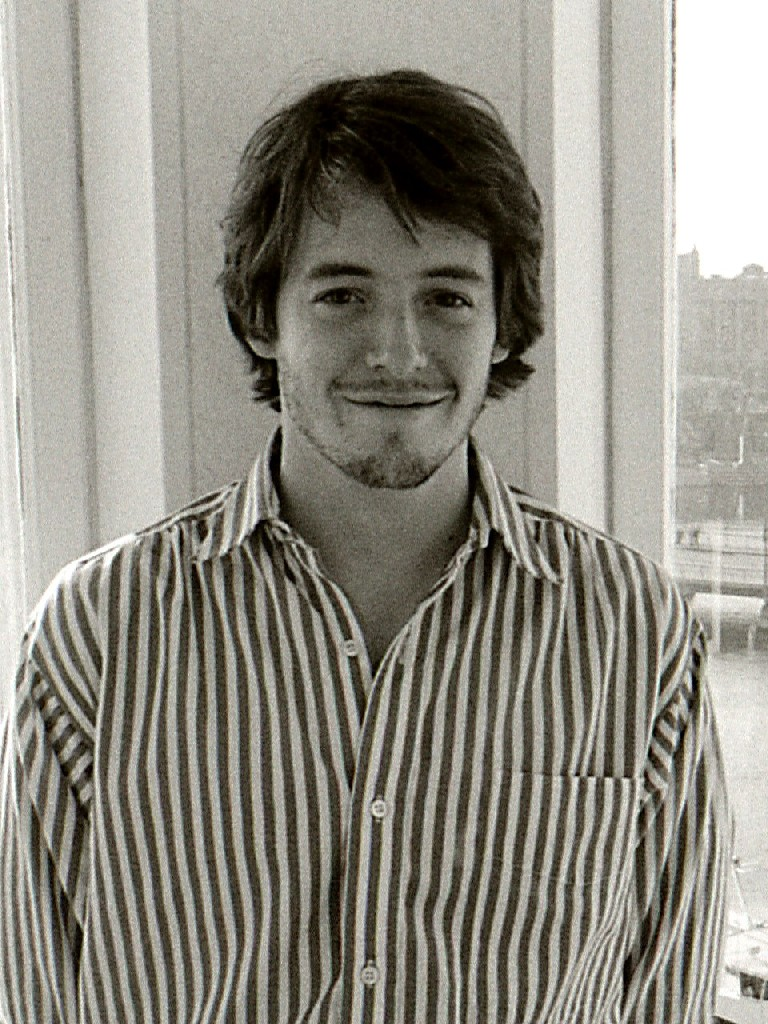
Matthew Broderick 1986-ban, a film népszerűsítésén

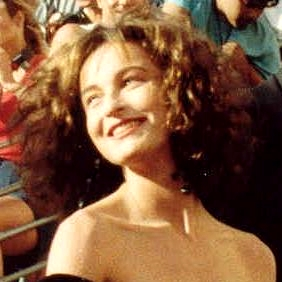
Jennifer Grey 1988-ban

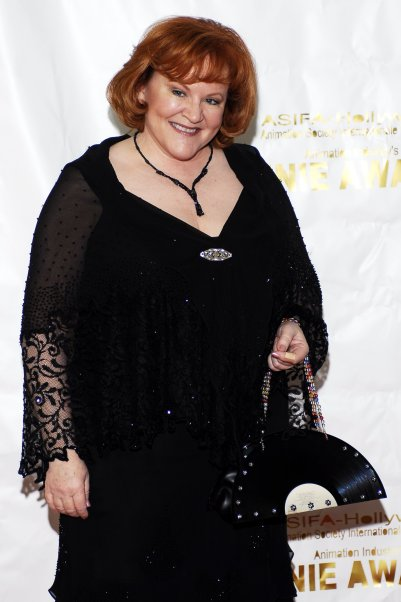
A titkárnő szerepét játszó Edie McClurg

| Szereplő                           | Színész             | Magyar hang       |
| ---------------------------------- | ------------------- | ----------------- |
| Ferris Bueller                     | Matthew Broderick   | Görög László      |
| Cameron Frye                       | Alan Ruck           | Bor Zoltán        |
| Sloane Peterson                    | Mia Sara            | Tóth Auguszta     |
| Edward „Ed” R. Rooney, az igazgató | Jeffrey Jones       | Szacsvay László   |
| Jeanie Bueller, Ferris húga        | Jennifer Grey       | Makay Andrea      |
| Katie Bueller, Ferris anyja        | Cindy Pickett       | Tóth Éva          |
| Tom Bueller, Ferris apja           | Lyman Ward          | Márton András     |
| Grace, az igazgató titkárnője      | Edie McClurg        | Mányai Zsuzsa     |
| Fiú a rendőrségen                  | Charlie Sheen       | Czvetkó Sándor    |
| Gazdaságtanár                      | Ben Stein           | Vajda László      |
| Angoltanár                         | Del Close           | Kiss Gábor        |
| Florence Sparrow                   | Virginia Capers     | Czigány Judit     |
| Garázsőr                           | Richard Edson       |                   |
| Garázsőr segédje                   | Larry Flash Jenkins |                   |
| Simone Adamley                     | Kristy Swanson      | Jani Ildikó       |
| Tanuló                             | Lisa Bellard        |                   |
| Anderson                           | Max Perlich         |                   |
| Adams                              | Scott Coffey        |                   |
| Főúr a Chez Quis-ban               | Jonathan Schmock    | Maros Gábor       |
| Segéd a férfimosdóban              | Tom Spratley        | Antal László      |
| Dave, üzletember                   | Dave Silvestri      | Haás Vander Péter |
| Nővérke                            | Stephanie Blake     | Némedi Mari       |
| Steven Lim nyomozó                 | Robert Kim          | Kárpáti Tibor     |

## Szereplőválogatás
John Hughes már a forgatókönyv megírásakor Brodericket szánta főszereplőnek, mondván, hogy ő az egyetlen színész, akire a szereppel kapcsolatban gondolni tudott, mivel okosnak, furfangosnak és sármosnak tartotta: „Bizonyos srácok eljátszhatták volna Ferrist, és akkor a nézők azt gondolták volna: Hol a pénztárcám? Kellett az a tekintet, az a sárm át kellett jöjjön. Jimmy Stewart is eljátszhatta volna 15 évesen... Nekem Matthew kellett.”
A meghallgatáson Mia Sara meglepte Hughest: „Vicces volt. Nem tudta hány éves vagyok, és azt mondta, egy idősebb lány kell a 17 éves Sloane szerepére. Azt mondta valaki idősebbre lesz szüksége, hogy azt a fajta méltóságot megjelenítse. Majdnem kiesett a székéből, amikor megmondtam neki, hogy csak 18 éves vagyok.” Molly Ringwald is jelentkezett Sloane szerepére, de elmondása szerint Hughes nem engedte, mondván a szerep nem elég nagy számára.
Alan Ruck eredetileg a Nulladik óra Benderjének szerepére jelentkezett, melyet végül Judd Nelson játszott el. John Hughes azonban emlékezett Ruckra és meghallgatta a 17 éves Cameron Frye szerepére. Hughes elmondása alapján, Cameron alakja a rendező egy középiskolai barátjáról lett mintázva. Cameron szerepét eredetileg Emilio Esteveznek ajánlották fel, de ő visszautasította. A film készítése idején Ruck 29 éves volt, ezért aggódott a szerep és közte levő korkülönbség miatt: „Aggódtam, hogy tíz évvel le vagyok maradva, és nem tudom mi a vagány, mi a menő, meg minden ilyesmi. Azonban amikor én jártam középiskolába, akkor sem tudtam ezeket a dolgokat. Aztán azt gondoltam, a fenébe is, – egyszerűen önmagam leszek. A karakterem annyira magának való, hogy amúgy sem érdekelnék ezek dolgok. Hibásnak érezné magát, hogy nem tudja, de csak ennyi.” Ruckot nem lepte meg, hogy ilyen fiatal szerepre választották: „Amikor 18 voltam, nagyjából 12-nek látszottam. Lehet, hogy ez valami genetikai kiegyensúlyozatlanság.”
Ruck és Broderick korábban már szerepeltek együtt egy Broadway-i produkcióban. Amikor Cameron Sloane apjának hangját játssza el, tulajdonképpen Gene Saks-t, korábbi rendezőjüket utánozta. Rucknak nem esett nehezére Broderickel dolgozni, a szabadidejüket is együtt töltötték, és jó barátok voltak.
Később Ruck egy interjúban kijelentette: [Hughes] „a legjobb szerepet adta nekem, amit valaha filmben kaptam, és 1985 után minden sikerem annak köszönhető, hogy vállalta a kockázatot velem. Ezért örökké hálás leszek neki.” [...] „A film forgatása alatt tudtam, hogy egy nagyon jó szerepem van.” [...] „Hughes hatása a tinédzserfilmekre később tudatosult bennem. A kamaszokkal foglalkozó filmek általában nevetségesek. Mindegyik a szexszel és az önzőséggel foglalkozik, ezért nevetségesnek tartjuk ezeket a kölyköket. Hughes azonban hozzáadta a méltóságot. Ő kamaszokat teljes értékű emberi lényekként kezelte, és tiszteletben tartotta elvárásaikat és álmaikat. Ez látható a filmjeiben is.”
Jeffrey Jonest Miloš Forman filmjében, az Amadeusban nyújtott alakítása alapján válogatták a szereplők közé. Hughes elmondása szerint Rooney igazgató az Amadeusban eljátszott uralkodó modern megfelelője. „A szerepem tulajdonképpen kis részt foglal el a forgatókönyvben, de ami fontosnak tűnt nekem, hogy én vagyok az egyetlen személy, akit nem vezetett meg Ferris. Én voltam egyedül ellenzékben, ami rengeteg lehetőséget nyújtott, olyanokat is, melyek nem is voltak benne a forgatókönyvben. John fogékony volt mindenre, amit felajánlottam, és neki is voltak újabb ötletei. Szórakoztató volt vele dolgozni.” [...] „Hughes azt mondta akkor, hogy ez a szerep egész életed végéig el fog kísérni. És igaza lett.”
Elmondása szerint Ben Stein, a gazdaságtanár szerepét hat lépésben kapta meg: „Richard Nixon bemutatott egy bizonyos Bill Safire-nek, a The New York Times rovatvezetőjének. Ő bemutatott a Warner Brothers egyik vezetőjének. Ő bemutatott egy fickónak, aki meghallgatásszervező volt, majd ő bemutatott John Hughes-nak. A filmiparban John Hughes és én azon kevesek közé tartozunk, akik a republikánus elveket vallanak, így Hughes betett a filmjébe.” A rendező szerint már korán és könnyen Stein mellett döntött, amikor a gazdaságtanár szerepére kerestek színészeket: „Nem volt hivatásos színész. Színtelen hangja és kinézete egy tanárra emlékeztettek.”

## Gyártás
1985-ben, a forgatókönyv írásakor Hughes egy jegyzetfüzetbe jegyzetelte a munkájának menetét. Ebben megemlíti, hogy a film alapötlete február 25-én született meg. A következő napon Ned Tanen, a Paramount Studios főnöke rábólintott a film ötletére. Hughes kevesebb mint egy hét alatt írta, amit a jegyzetei is bizonyítanak: „2–26 este: csak 10 oldal ... 2–27: 26 oldal ... 2–28: 19 oldal ... 3–1: 9 oldal ... 3–2: 20 oldal ... 3–3: 24 oldal.” Paul Hirsch, a film vágója szerint Hughes transz-közeli állapotban volt, amikor írt. Órák hosszat dolgozott, és a filmjeit lényegében az elsőre lejegyzett forgatókönyv alapján készítette el. „A Meglógtam a Ferrarival első vágása két órát és 45 percet vett igénybe.” [...] „Az epizódszerű és csak egy napot felölelő történet azt jelentette, hogy a szereplők ugyanazt a ruhát viselték. Gondolom Hughes azért írta csak néhány vagy semennyi kosztümcserével forgatókönyveit, hogy nekünk több szabadságunk legyen a vágás során.” A rendező szándéka szerint a filmnek inkább a karakterekre és nem a cselekményre kell koncentrálnia. „Tudom hogyan kezdődik, tudom hogyan végződik a film,” – mondta Hughes. „A többit soha nem tudom, de az nem is tűnik olyan fontosnak. Nem az események azok, amelyek fontosak, hanem az, ahogyan a karakterek megélik ezeket az eseményeket. Ezért alakítom őket annyira teljessé és valódivá, amennyire csak tudom. Ezúttal egy olyan szereplőt akartam, aki mindent és mindenkit kezelni tud.”

### Forgatás

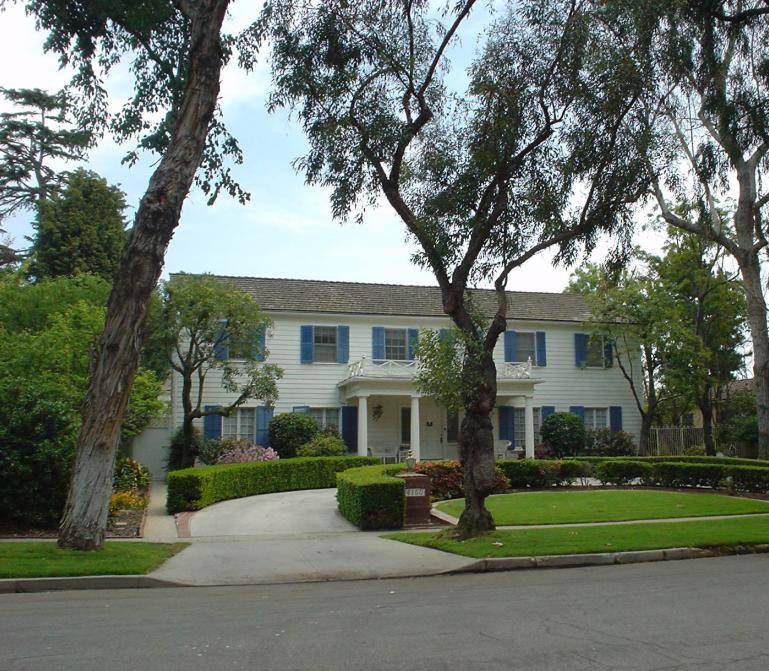
Buellerék filmbeli házának délkeleti homlokzata (Los Cerritos városrész, Long Beach, Kalifornia állam)

„Chicago mindaz, ami én vagyok,” – mondta Hughes. „A film nagy része a szerelmi vallomásom a városhoz. És minél többen háborodnak fel azon, hogy ott forgatok, annál inkább biztos leszek benne, hogy ott kell forgatnom. Vicces, mert Woody Allent soha senki nem szólta meg, hogy miért New Yorkban forgat. Amerika legjobban New Yorkot tiszteli. Én úgy tekintek rá, mint egy pusztuló, borzalmas gödörre. Ezért hagyják a chicagói embereket, hogy élvezhessék Ferris Buellert.”
A forgatáskor Hughes-nak lehetősége nyílt, hogy kiterjedt rálátása legyen arra a városra, ahol felnőtt: „Helikopterbe ültünk, és elszálltunk a Chicago folyó fölött. Ez volt az első alkalom, hogy a forgatás idején igazán ki kellett lépnem. Eddig a képek nagyon kicsik voltak. Igyekeztem annyit megmutatni Chicagóról, amennyit csak lehet. Nem csak az építészetet és a tájat, de a szellemét is.”
A forgatás Chicagóban kezdődött 1985. szeptember 9-én. Október végén a stáb átköltözött Los Angelesbe, majd a filmezés november 22-én véget is ért. A Von Steuben-napi parádé jelenetét szeptember 28-án vették fel. A film nagy részét a northfieldi New Trier középiskola (New Trier High School) kampuszán belül forgatták. Ezen kívül számos jelenetnek Chicago belvárosa és a közeli Winnetka település szolgált helyszínül. Más jeleneteket Northbrookban, a Glenbrook North középiskolában (Glenbrook North High School) vettek fel, ahol az iskola diákjait használták statisztáknak. A belső képsorok többségét az 1981-ben bezárt Des Plaines-i Maine North középiskolában (Maine North High School) készítették, ugyanabban az iskolában, ahol Hughes a Nulladik óra című filmjének iskolai jeleneteit is felvették. A Bueller család házának külső képeit a kaliforniai Long Beach külvárosában készítették.

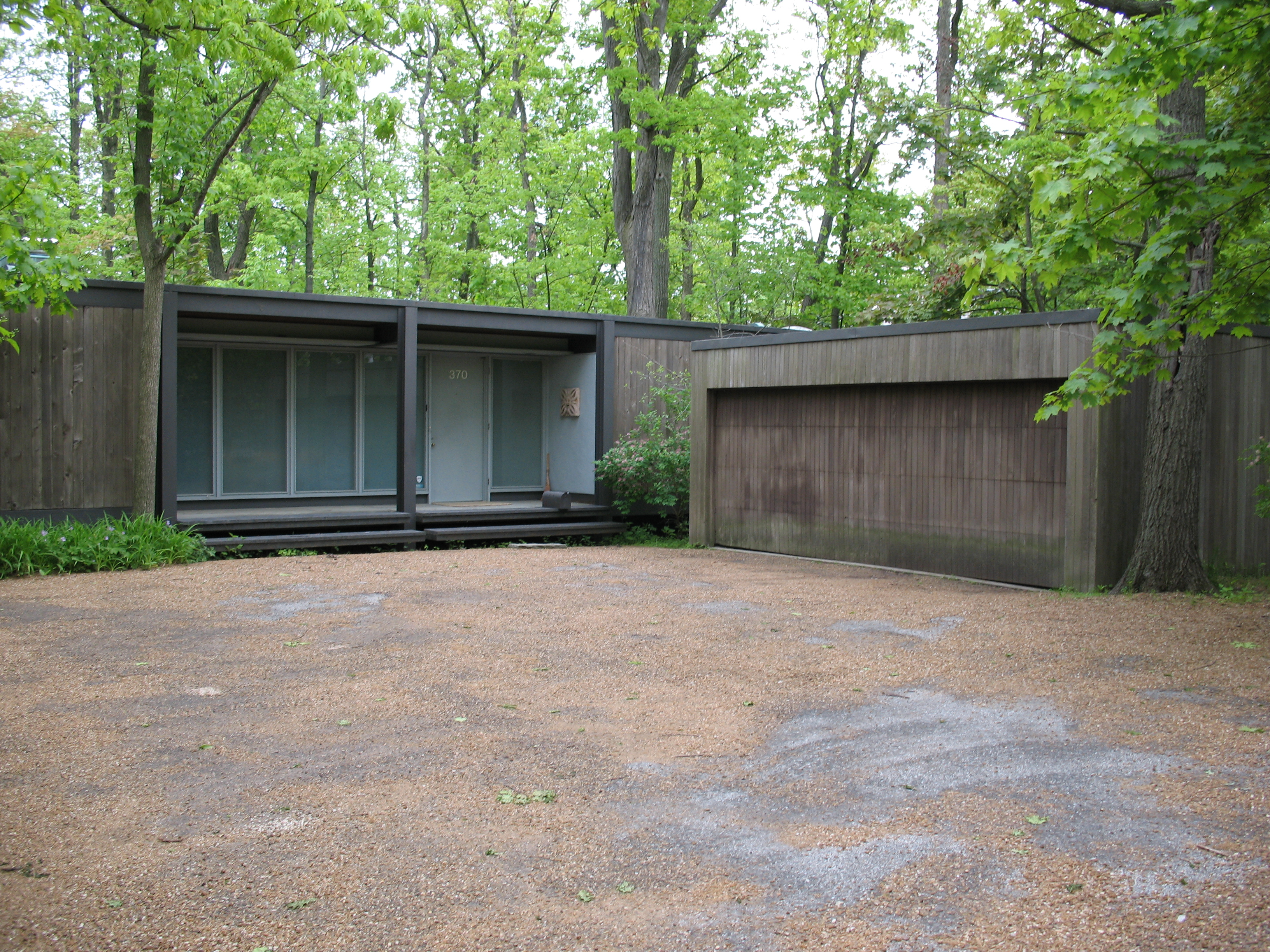
Cameron Frye családjának háza (Beech Street, Highland Park, Illinois állam)

Cameron családjának modern háza, a Ben Rose-ház a Chicago melletti Highland Park településen található. Az épületet A. James Speyer építész tervezte 1954-ben, és a pavilonja 1974-ben készült David Haid tervei alapján. Egykori tulajdonosa Ben Rose fényképész volt. Ahogyan a filmben Cameron apjának, úgy a valóságban Ben Rose-nak is a gépkocsigyűjteménye állt a pavilonban. A többi jelenetet Chicago elővárosaiban (River Forest, Oak Park, Northbrook, Highland Park, Glencoe, Winnetka, Lake Forest) és a kaliforniai Long Beach-en vették fel.
Szenvedélyes Beatles-rajongóként Hughes számos utalást rejtett el az együttesre és John Lennonra a filmben. A forgatás alatt Hughes „a Fehér albumot hallgatta, minden áldott nap, 56 napon keresztül.” Ugyanakkor gyerekkori példaképe, Gordie Howe jégkorongozó előtt is tiszteleg azzal, hogy Cameron a Detroit Red Wings mezében szerepel a filmben. A mezt maga Howe küldte a forgatásra: „Én küldtem nekik a mezt. Jól esett nézni a 9-es számot a nagy vásznon.”

#### Az autó

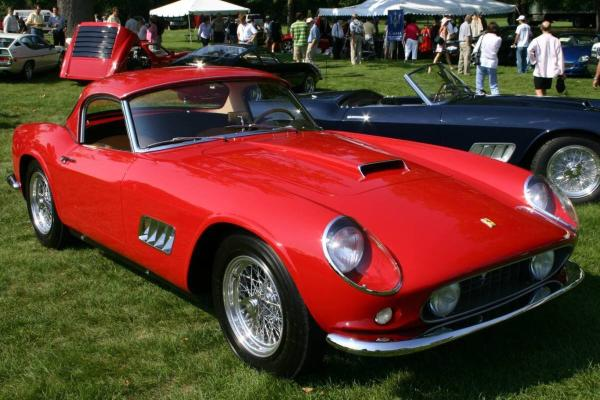
Egy 1961-es Ferrari GT California

A filmben Ferris meggyőzi Cameront, hogy vegyék kölcsön utóbbi apjának az autóját, a ritkaságszámba menő 1961-es Ferrari GT Californiát. Az inzert felvételeken egy valódi Ferrarit, a nagylátószögű felvételeken pedig valósághű replikát használtak. Mivel ebből a gépkocsiból csak nagyon kevés készült, ezért túl drága lett volna egy ilyet összetörni a film kedvéért. Hughes szerint: „Muszáj volt pár replikát készítsünk. Nagyon jók lettek, de egyes felvételekhez igazi kellett, ezért behoztunk egyet a forgatásra, és készítettünk vele pár felvételt.”
A három utánzatot Mark Goyette gépkocsi-restaurátor készítette:
- Az első replikát a Paramount lízingelve szerezte be. Ezt használták majdnem minden felvételen, ez a változat az, amely egyik jelenetben a kamera fölött átugrik. A forgatás végén a filmstúdió törött kipufogóval és összekarcolt karosszériával szolgáltatta vissza Goyette-nek, aki kijavította és eladta egy kaliforniai házaspárnak.[20]
- A második replikát készletként vásárolta meg a Paramount, hogy belőle egy kaszkadőrkocsit szerelhessenek össze. Azonban olyan rossz munkát végeztek, hogy a kocsi alig volt használható. Egyetlen felvételre volt jó csak: amikor Cameronék garázsából lezuhant a szakadékba. Miután kijavították, a minneapolisi Planet Hollywood étterembe került, majd amikor az bezárt, átvitték az étteremlánc cancuni egységébe.[20]
- Egy harmadik készletet is terveztek, mely a zuhanós jelenetnél védővázként szolgált volna. Ezt azonban nem fejezték be, és a film elkészülte után eltűnt. Goyette szerint két dolog történhetett vele: vagy befejezték és eladták, vagy még mindig a Paramount raktáraiban porosodik.[20]

Ruck szerint a replikát egységesen utálta a stáb, mivel nem működött rendesen. A parkolóházas jelenetet, amikor Ferris a két garázsőrre hagyja a kocsit, tucatszor kellett felvenni, mert az autó nem indult el. A forgatás ideje alatt az eredeti Ferrari 350 000 dollárt ért, a film bemutatója után az egyik legdrágább autó lett: 2008-ban 10 976 000 dollárért kelt el egy. A filmbeli Ferrari rendszámán a NRVOUS felirat áll (az angol nervous-ből, mely „ideges”-et jelent). A filmben látható többi rendszám utalások Hughes filmjeire: VCTN (National Lampoon's Vacation – Családi vakáció), TBC (The Breakfast Club – Nulladik óra), MMOM (Mr. Mom – A kispapa) és 4FBDO (Ferris Bueller's Day Off – Meglógtam a Ferrarival).

#### Gazdaságtan óra

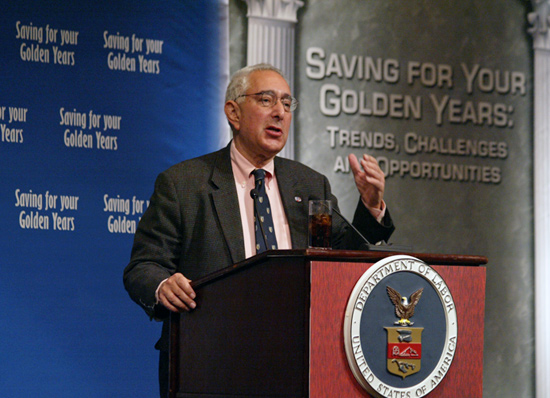
A gazdaságtanár: Ben Stein

Bens Stein híres, monoton hangon előadott jelenetében a Smoot-Hawley-féle törvényről beszél, mely eredetileg nem volt benne a forgatókönyvben. Stein a statisztáló diákok szórakoztatására a felvétel szünetében adta elő beszédét. Amikor azok meghallották a hangját, olyan erősen nevettek, hogy Hughes megkérte, forgó kamera előtt is adja elő, improvizáljon valamiről, amit nagyon jól ismer. Stein így emlékszik vissza: „Amikor a kínálati oldali közgazdaságtanról beszéltem, megtapsoltak. A stáb minden tagja megtapsolt. Azt hittem, azért tapsolnak, mert megértettek valamit a kínálati oldali közgazdaságból. Azonban azért tapsoltak meg, mert unalmasan hatott az előadásom... Életem legszebb napja volt.”

#### Grace, a titkárnő
Edie McClurg, a titkárnőt eljátszó színésznő így vallott szerepéről: „Ő egy középiskolai titkárnő, az 1980-as évekből. Ezért úgy döntöttem, hogy a frizurám legyen az 1960-as évek divatja szerinti, mert Grace úgy érezte, hogy abban az időszakban nézett ki a legjobban és a korabeli kinézetét tartotta meg.” Ezért egy buborékhoz hasonlatos frizurát készített. A forgatáson Hughes megkérdezte, hogy hány darab ceruza fér a hajába, majd kipróbálták, és a jelenet bekerült a filmbe is, amikor sorban ceruzákat húz ki a hajából.

#### Chicagói Művészeti Intézet

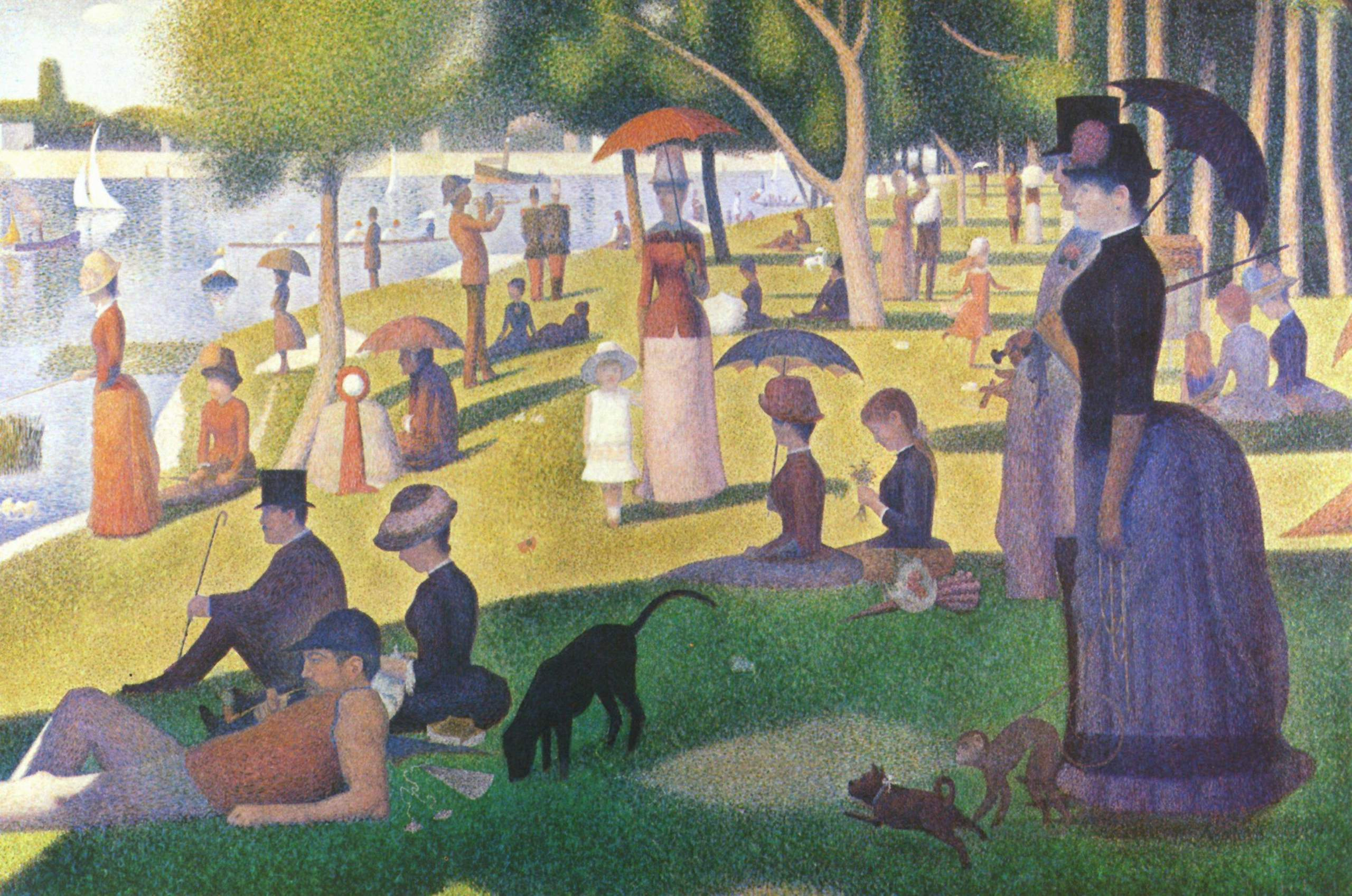
Georges Seurat Vasárnap délután Grande Jatte szigetén című képe, amelyet Cameron érdeklődve figyel a filmben

Hughes elmondása szerint a Chicagói Művészeti Intézet (Art Institute of Chicago) helyszínét önmaga miatt választotta, mivel szeretett abba a múzeumba járni. A film jó alkalom volt megmutatni kedvenc művészeti alkotásait és az épületet. A film előtt a múzeum még soha nem szerepelt mozivásznon.
A filmben látható alkotások:
- Éjjeli baglyok (Edward Hopper)
- Párizsi utca esőben (Gustave Caillebotte)
- Improvizáció 30. (Ágyúk) (Vaszilij Kandinszkij)
- Festmény zöld középponttal (Kandinszkij)
- Akt fenyőfa alatt (Pablo Picasso)
- Járó ember I. (Alberto Giacometti)
- Az öreg gitáros (Picasso)
- A fürdő (Mary Cassatt)
- Jacques és Berthe Lipchitz (Amedeo Modigliani)
- Isten napja (Mahana No Atua) (Paul Gauguin)[23]
- Szürke szivárvány (Jackson Pollock)
- Tanktotem No. 1 (David Smith)
- Fürdőzők a folyónál (Henri Matisse)
- A Fernando cirkusz műlovarnője (Henri de Toulouse-Lautrec)[24]
- Balzac portréja (Auguste Rodin)
- Nő piros karosszékben (1931) (Picasso)
- Sylvette David portréja (Picasso)
- Ülő nő (Picasso)
- Az UNESCO Újrahasznosítás szobrának makettje (Henry Moore)[25]
- Amerika ablakok (Marc Chagall)

Hughes: „Végül ez a kép (Seurat: Vasárnap délután Grande Jatte szigetén), amiről mindig azt gondoltam, hogy olyan mint a filmkészítés. A pointillista stílus, melyet ha nagyon-nagyon közelről nézünk, nem látjuk mit alkottunk, csak akkor, ha eltávolodunk tőle. Ebben a kontextusban használtam, amikor Cameron a képen levő kislányt nézte. Anya és gyermeke. Minél közelebbről nézi, annál kevésbé látja. (...) Azt hiszem fél attól, hogy minél inkább nézik őt, annál kevésbé látják. Semmi nincs ott. Ez ő.”
Paul Hirsch vágó elmondása szerint az első vágás után a múzeumi jelenet nem mutatott jól, míg Hughes egyes részeket felcserélt, illetve más zenét választott aláfestésül. Az eredeti zene egy klasszikus gitár szóló volt rubatóban. Erre a zenére vágták össze a képeket, melyek igencsak rendezetlenek lettek, ami mind a vágónak, mind a rendezőnek tetszett. A rész a stúdióban és a próbavetítéseken azonban nem aratott sikert, ezért Hughes kicserélte a zenét, de a közönségnek újra nem tetszett. Végül Hirsch rájött, hogy a parádé jelenetét a múzeumi után kéne tenni, mintegy a nap megkoronázásaként, mielőtt a szereplők elindulnak haza. A változtatás sikeres volt, és mindenki tetszését elnyerte.
A végső változatban a múzeumi jelenet zenei aláfestése a The Smiths Please, Please, Please, Let Me Get What I Want című dala lett a The Dream Academy előadásában.

#### Parádé
A film egyik legnevezetesebb jelenetében Ferris egy, a parádén felvonuló kocsira ugrik és énekelni kezd. Broderick, elmondása szerint nagyon félt, de több órás előkészítő és egy gondosan megtervezett koreográfia után, sikeres volt a felvétel. A részt két szombati napon vették fel Chicago belvárosában. Az első szombaton az igazi parádén forgattak, majd következő szombatra a helyi rádióadókon keresztül statisztákat toboroztak, hogy egy John Hughes filmben szerepeljenek. Majdnem 10 000 ember gyűlt össze.
Broderick koreográfiáját Kenny Ortega (a Szerelmes hangjegyek rendezője) dolgozta ki. A mozdulatok egy részét azonban ki kellett hagynia, mert a kerteken keresztül menekülős jelenetek forgatásakor térde megsérült. A Danke Schoen című dal még a koreográfia szerint zajlott, de a Twist and Shout közben Hughes kérésére eltértek tőle, hogy minél nagyobb legyen a zűrzavar. Hughes szerint a jelenet nagy részét spontánul forgatták: „Úgy alakult, hogy ez tényleg egy ünnepi felvonulás volt, melyhez mi is csatlakoztunk a kocsinkkal. Senki nem tudott rólunk a hivatalos emelvényen. Senki nem értette, hogy mi van, még a kormányzó sem.”

#### Wrigley Field

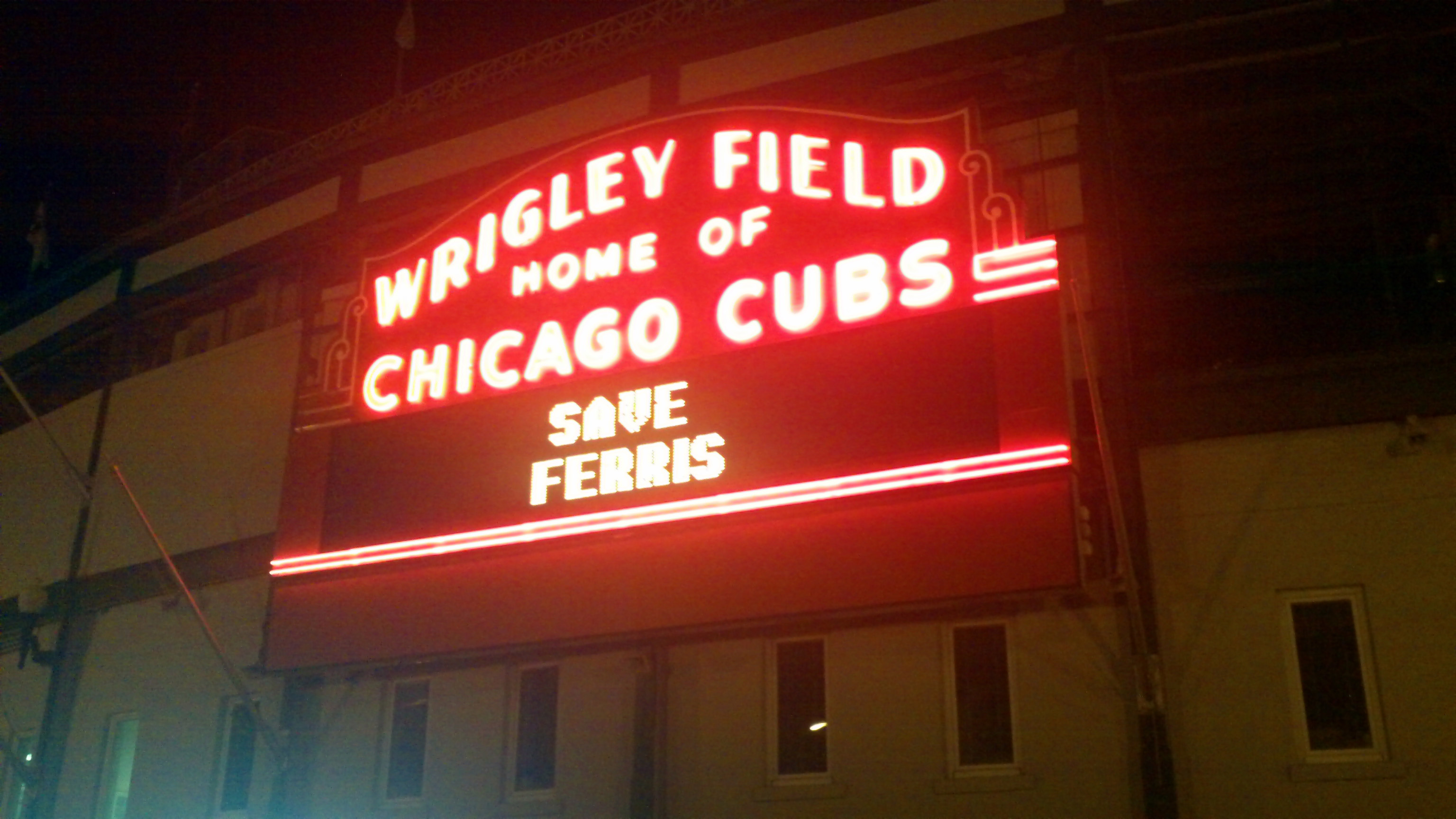
Ferris Bueller-est a Wrigley Field-en, 2011. október 1.

A helyi baseballcsapat stadionja, a Wrigley Field két alkalommal tűnik fel a film során. Elsőként, amikor Rooney igazgató Ferrist keresi, és egy pizzázó tévéjében látható a fiú, amint elkapja a lelátóra repülő labdát. A játékról készült képek egy 1985. június 5-én lejátszott mérkőzésről valóak, melyen a Cubs ellenfele az Atlanta Braves volt.
A következő jelenetben Sloane, Cameron és Ferris a Wrigley Field bal oldali lelátóján láthatók, miközben utóbbi az elkapott labda miatt megsérült kezét fájlalja. A jelenet alatt a fiatalok élvezik a meccset és azon nevetnek, hogy éppen miről maradnak le az iskolában. A stadionban készült felvételek 1985. szeptember 24-én készültek egy Cubs-Montreal Expos mérkőzésen. Az 1985-ös bajnokság során a Braves és az Expos idegenbeli meze szürkés kék volt, ezért a nézőnek fel sem tűnik, hogy két különböző mérkőzést és ellenfelet láthat.
2011. október 1-jén, a film 25. évfordulóján, a Wrigley Field játékterén felállítottak három hatalmas kivetítőt, melyeken levetítették a filmet.

### Kihagyott jelenetek
A gyártás során több jelenetet is kivágtak filmből. A 2006-os kiadású DVD is tartalmazza azt a részt, melynek alcíme „Langerhans-szigetek” volt. Ez a fiatalokat mutatja, amint döbbenten tapasztalják, hogy a francia étteremben (borjú)mirigyet is felszolgálnak. (Annak ellenére, hogy kivágták, a film végén, amikor összefoglalja a nap eseményeit, Ferris megemlíti: „Mirigyet is ettünk!”). Ugyanakkor azok a képsorok is megmaradtak, melyeken Cameron a borjúmirigyet eszi, miközben Ferris róla beszél az étterem mosdójában. A többi kihagyott rész nem látható egyik DVD-változaton sem. Ezek között Jeanie jelenete az iskolai öltözőben, Ferris kisöccsének és kishúgának (akiket később teljesen kivágtak a filmből) jelenete, illetve ráadás- és alternatív párbeszédek is vannak. Hughes egy olyan részt is szeretett volna, melyben a három barát egy sztriptízbárba látogat, azonban a Paramount vezetői a forgatási idő hiányára hivatkoztak, így az ötletet félretették.
Egy másik jelenetben Ferris azzal kérkedik egy rádióműsorban, hogy ő lesz az első tinédzser, aki majd az űrbe repül. A Challenger űrrepülőgép 1986. január 28-án bekövetkezett katasztrófája miatt Hughes ezt a részt kivágta a filmből.

## Zene

### Korlátozott számú rajongói filmzene
A filmhez nem adtak ki hivatalos filmzene-albumot, mivel John Hughes úgy érezte, hogy a filmben elhangzó dalok nem alkotnak egy egységes albumot. A Lollipop Magazine-nak adott interjúban a rendező elmondta, hogy az 1980-as évek végén 100 000 darab 7 inch-es bakelitlemezt küldött szét a levelezőlistáján található rajongóinak.

### A filmben elhangzó dalok
- Love Missile F1-11 – Sigue Sigue Sputnik
- Jeannie (A Jeannie, a háziszellem főcímdala)
- Beat City – The Flowerpot Men
- Főcímzene / Rebel Blockade Runner – John Williams (Csillagok háborúja)
- Please, Please, Please Let Me Get What I Want (hangszeres) – The Dream Academy (The Smiths feldolgozás)
- Menuet Célèbre – (Zágrábi Filharmonikusok Kamarazenekara)
- Danke Schoen – Wayne Newton
- Twist and Shout – The Beatles
- Radio People – Zapp
- I'm Afraid – Blue Room
- Taking the Day Off – General Public
- The Edge of Forever – The Dream Academy
- March of the Swivelheads (Rotating Head remix) – The Beat
- Oh Yeah – Yello
- BAD – Big Audio Dynamite

A Danke Schoen a film egyik vezérmotívuma, Ferris, az igazgató és Jeanie is énekli. Hughes „fiatalkora legszörnyűbb dalának” nevezte. Ferris reggeli zuhanyzós jelenetébe egy véletlen folytán került be a dal, ugyanis Broderick a parádé jelenetére tanulta meg. A fürdőszobai rész forgatása a színész elkezdte gyakorolni a dalt, mire Hughes megkérte, hogy élesben is adja elő.
A Beatles felbomlása után 16 évvel a Meglógtam a Ferrarival és a Vissza a suliba (Back to School) sikere után a Twist and Shout újra felkerült a toplistákra. Az újra kiadott kislemez 23. lett az Egyesült Államokban, és a kizárólag az amerikai piacra készült The Early Beatles album pedig 197. helyre került. A filmben hallható változatban rézfúvósok is hallhatóak, ami nem nyerte el Paul McCartney tetszését: „A film tetszett, de rávettek valami pocsék rézfúvós részt. Ha kellett volna bele rézfúvós, akkor mi magunk beraktuk volna.” McCartney reakcióját hallva, Hughes rosszul érezte magát, hogy megsértett egy Beatles-tagot, de elmondása szerint: „...a rézfúvósok nem képezték a dal részét. Láttuk a zenekart, és a hangszereknek hallatszaniuk kellett.”

## Fogadtatás

### Kritika
A kritikusok többsége elismerően nyilatkozott a filmről. A Rotten Tomatoes kritikusaitól „Igazoltan friss” besorolást, és 84%-ot kapott. Roger Ebert filmkritikus 4-ből 3 csillagot adott, és „hosszú idők óta a legártatlanabb film”, illetve „édes, melegszívű vígjáték” jelzőkkel illette. Richard Roeper egyik kedvenc filmjének nevezte: „Egyik kedvenc mozifilmem. Egyike azoknak a filmeknek, melyeket újra meg újra meg tudok nézni. Őszintén megmondom: a Meglógtam a Ferrarival egyfajta öngyilkosság-megelőző film, vagy legalábbis egy fiatalember története, aki segít barátjának egy csepp önértékelést szerezni... Ferris küldetésének tekinti, hogy megmutassa Cameronnak, hogy az egész világ az orra előtt található, és hogy az élet igencsak édes lehet, ha felkelsz és átöleled. Ez az örök érvényű üzenete a filmnek.” Roeper autójának forgalmi rendszáma „SVFRRIS” (Save Ferris!: Mentsétek meg Ferrist!) ugyancsak tisztelgés a film előtt. A Pulitzer-díjas George Will újságíró a „legfilmebb film” és „a filmek egyetemes és a könnyed kikapcsolódás szelleméhez leghűbb film” jelzőket használta Hughes alkotására.
Steve Almond esszéista az eddig látott legkifinomultabb tinédzserfilmnek nevezte az alkotást. Szerinte Hughes számos jó filmet készített, de ez „igazi művészi alkotás, az egyetlen, mely megragadja a kamaszkor eksztatikus erejét, ugyanakkor ennek az életkornak az átható fájdalmait is kifejezi.” Almond Alan Ruck alakítását is megdicséri, és egyenesen Oscar-díjra jelöli, mondván, az ő alakítása emeli fel a filmet. Nina Darnton, a The New York Times írója, Mia Sara Sloane-alakításáról így szólt: „A Hughes-filmek kamaszait jellemző részletesség nélkül játszott, ezért egy alapvetően stabil, de feledhető szerepe volt.” Ezzel ellentétesen dicséri Ruck és Gray alakítását: „Ők ketten felnőnek a filmhez, – Cameron, akit Alan Ruck humorral és érzékkel alakít, és Ferris húga, Jeanie, akit Jennifer Grey helyénvaló önsajnálattal formáz meg – az alkotás leghitelesebb figurái. Grey-nek sikerül egy kiállhatatlanul duzzogó kamaszt alakítania, aki ennek ellenére vonzó és szerethető marad.”
A National Review szerzője, Mark Hemingway a film szabadságszeretetét dicsérte, mondván nincs jobb alkotás, mely az amerikai szabadságot megtestesíti.
A filmben is szereplő Ben Steint különösen meghatotta a film, melyet a háború utáni időszak legéletigenlőbb filmének nevezett. Ugyancsak Stein szerint: „Ez a film olyan a vígjátékok számára, mint az Elfújta a szél az epikus alkotások számára. Örökké élni fog, mert emberi érzelmeket hoz elő. Nem mocskos. Semmi gonosz lelkület nincs benne. Nincs benne semmi gúny, semmi kuncogás. Csak egészség. Szabadok akarunk lenni. Jól akarjuk érezni magunkat. Tudjuk, hogy nem leszünk rá képesek egész életünkben. Tudjuk, hogy neki kell állnunk dolgozni. Tudjuk, hogy talán egy nap majd családunk lesz, felelősségeink lesznek és ki kell fizetnünk a számláinkat. De hadd legyen egy pár szép napunk, melyekre majd visszanézhetünk.”
Ezzel szemben mások nem lelkesedtek annyira, kiemelve a film céltalanul lázadó hedonizmusát. David Denby, a New York Magazine munkatársa a filmet „reaganizmus lanyha és kapzsi oldalának émelyítő lecsapódásaként” említi. Később Christina Lee is hasonló véleményen volt, hozzáadva, hogy a film egy „pompásan nevetséges gyakorlat a hamisítatlan engedékenységre”, illetve „magába foglalja a Reagan-korszak majdnem szolipszista világlátását és az azonnali kielégítését a pillanatban és a pillanatért való élés iránti telhetetlen étvágyát.” Gene Siskel Chicago-centrikussága miatt kritizálta a filmet, mondván: „Ferris Bueller semmi mókásat nem csinál... A Cubs meccsen nem is azon a lelátón ülnek, ahol a fiatalok szeretnek ülni.” (A DVD audiokommentárjában Hughes bevallotta, hogy nem volt a Cubs szurkolója.) Siskelnek azonban tetszett Charlie Sheen és Jennifer Grey jelenete és a köztük levő összhang.
Több híresség, köztük Wolf Blitzer újságíró, Dan Quayle alelnök, Michael Bublé énekes, Simon Cowell televíziós személyiség és Justin Timberlake énekes, színész is ezt a filmet jelölte meg kedvenc filmjeként. A Meglógtam a Ferrarival volt az első Hughes-film, amit Jason Reitman rendező látott, és úgy nyilatkozott róla, hogy „sorsfordító” volt számára. 1986-ban, a filmben nyújtott alakításáért Matthew Brodericket Golden Globe-díjra jelölték a Legjobb férfi főszereplő (zenés film vagy vígjáték) kategóriában.

### Bevétel
A filmet az Egyesült Államok 1330 filmszínházában kezdték el vetíteni, és az első hétvégén 6 275 647 dollár bevételt hozott (ezzel 2. helyen végzett a heti eladási listán). A film teljes amerikai mozibevétele 70 136 369 dollár körül volt, és az 1986-os év 10. legjövedelmezőbb filmje lett. Az alacsonynak számító 6 milliós készítési költségét tekintve ez hatalmas siker volt.

### Rangsorolások
Népszerűsége és befolyása miatt a film számos listára felkerült. 54. lett a Bravo tévécsatorna 100 legviccesebb mozifilmjének listáján, a brit Channel 4 50 legjobb vígjáték rangsorában pedig a 26. helyre került. Az Entertainment Weekly listáján 10. helyen végzett az 50 legjobb sulifilm kategóriájában. A VH1 zenecsatorna a 2002-ben sugárzott Szeretem a 80-as éveket című műsorában kiemelte a filmet, mint a korszak egyik jelentős alkotását. 2000-ben a Total Film havilap olvasói minden idők 23. legjobb vígjátékának választották. 2005-ben az Empire egyik cikke a filmet minden idők első számú tinédzserfilmének kiáltotta ki.

### Kulturális hatása

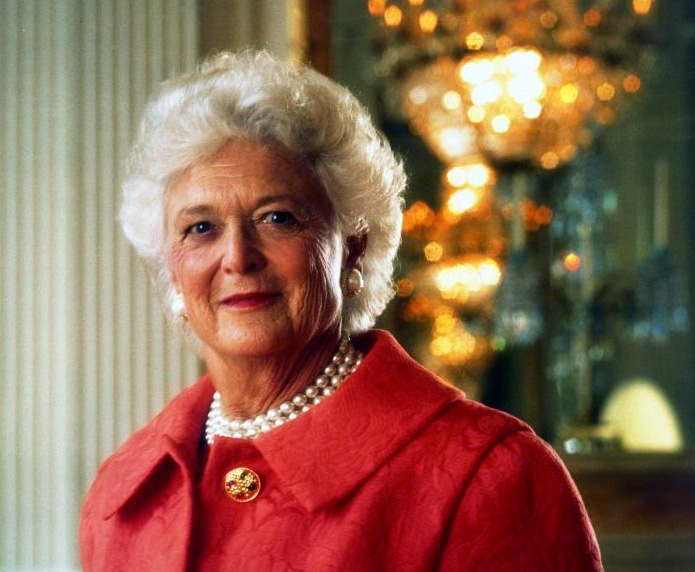
Barbara Bush a filmet idézte egyik nyitóbeszédében

1990-ben George Bush amerikai elnök felesége, Barbara Bush a Wellesley Főiskola (Wellesley College) megnyitóján a következőket mondta: „Találjátok meg az örömöt az életben, mert ahogy Ferris Bueller mondotta szabadnapján: Az élet meglehetősen gyorsan telik; ha nem állsz meg, és nézel körül néhanapján, lemaradhatsz róla!” Hallgatóságának tapsvihara után hozzátette: „Nem fogom elárulni George-nak, hogy Ferrist jobban megtapsoltátok mint őt.”
Olyan mondatok, mint a névsorolvasáskor elhangzó: „Bueller? ...Bueller? ...Bueller?”; vagy a diákokat az előadásba bevonni szándékozó: „Valaki? Valaki?” vagy Kristy Swanson vidám válasza a tanár köszönetére: „Nem probléma, vagy akármi!” (No problem whatsoever!) mind szállóigévé váltak. A gazdaságtanárt alakító Stein monoton előadása tulajdonképpen megalapozta színészi pályafutását.
A Psych – Dilis detektívek című filmsorozat harmadik évadjának második epizódjában számos John Hughes-filmre utalnak a szereplők. Az epizód címe („Gyilkosság? Valaki? Bueller? Valaki?”; angolul: Murder? … Anyone? … Anyone? … Bueller?) pedig a filmbeli névsorolvasást idézi.
A Goldberg család második évadában, a 2014-ben vetített "Barry Goldberg szabadnapja" című epizódban a film cselekményét értelmezik újra, a sorozat szereplőivel. Az epizódban szerepelt Charlie Sheen is, aki a filmbéli szerepét játszotta újra, közel harminc évvel később.
Broderick szerint ez a filmszerepe „minden mást elhomályosított, és ez bizonyos fokig ma is így van.” 2010-ben a 82. Oscar-gála keretén belül megtartott Hughes-megemlékezésen Broderick megemlítette: „Az utóbbi 25 évben majdnem minden nap odajön hozzám valaki, megveregeti vállam, és azt mondja: Hé, Ferris, a mai a szabadnapod?” A Ferris szüleit játszó Lyman Ward és Cindy Pickett a film forgatásán találkoztak, majd hamarosan összeházasodtak. Később ugyancsak szülőket játszottak az Alvajárók című filmben. A MAD magazin 1987. januári számának hasábjain jelent meg a Meglógtam a Ferrarival paródiája, melyet Dennis Snee írt és Mort Ducker illusztrált. A reklámfilm előzetese már korábban megjelent, melynek okán az a szóbeszéd járta, hogy hamarosan elkészülhet az eredeti film folytatása. A Todd Phillips rendezte reklámfilm vegyes kritikákat kapott, egyesek a film előtti sikeres tisztelgést látták benne, mások szentségtörésnek nevezték.

#### Zene
A film nem csak a filmiparra, hanem a zenére is hatással volt. A film jelenetei mellett a dalok is kedvező fogadtatásban részesültek. A Yello Oh Yeah című dalt Hughes a Ferrari kívánatosságának aláfestésére használta, azóta a kapzsisággal lett szimbólumává vált. Amikor egy film, műsor vagy reklám azt akarja, hogy leessen a néző álla és megkívánjon valamit, az Oh Yeah ismert dallamai csendülnek fel. 
A Save Ferris és a Rooney együttesek nevüket a film alapján választották. Sören Bühler, a Scooter együttes egykori tagja is a film (valamint a névhasonlóság) miatt vette fel a Ferris Bueller művésznevet (később csak Ferris).

#### Folytatás
Broderick és Hughes egy darabig tartották a film után is a kapcsolatot: „Gondoltunk rá, hogy a filmnek elkészítsük a folytatását az egyetemen, vagy Ferris első munkahelyén, ahol hasonló dolgok történnének. De egyikünknek sem volt valamilyen izgalmas története, amibe kapaszkodhattunk volna. Ez a film az élet egyszeri alkalmáról szólt.” „A film az utolsó iskolai hétről szól, az iskola befejezéséről szól, aminek nincs folytatása. Egy röpke pillanat, amely fáklyaként világít az életedben. Úgy értem, meg lehet ismételni a főiskolán vagy máshol, de ez egy olyan idő, amit nem lehet megőrizni. Részben ezért sem tudtunk [Hughes-al] számítani egymásra.” Alan Ruck: „A tréfa kedvéért elgondolkodtam azon, hogy miért nem készítjük el akkor, amikor Matthew és én a hetvenes éveinkben leszünk. Ferris Bueller visszatérne, és Cameron egy öregotthonban lenne. Igazán nem is kéne ott lennie, de úgy döntött, hogy az életének vége, ezért beutaltatta magát egy otthonba. Innen szabadítaná ki Ferris, majd példának okáért, elmennének egy éjszakai szórakozóhelyre, és hasonló nevetséges dolgok történnének. Aztán a film végén Cameron meghal.”

## Tudományos elemzés
Amerikai tudósok megvizsgálták a film tanárokról alkotott képét, illetve annak hatását a populáris kultúrában. Martin Morse Wooster szerint a film humortalan pojácaként jeleníti meg a tanárokat, akiknek egyetlen szerepük az, hogy a kamaszok életét megkeserítsék. Tara Brabazon kiemeli, hogy a film láthatatlanná teszi a női tanárokat a populáris kultúra számára.
Nem kimondottan a tanárok, hanem a felnőttek általános jellemzésével kapcsolatban Art Silverblatt azt állítja, hogy „a filmbeli felnőttek irrelevánsak és tehetetlenek. Ferris ősellensége, az iskolaigazgató megszállott, egyetlen célja elkapni a fiút. Megszállottsága irigységből fakad. Furcsa mód azonban Ferris példaképként szolgál Rooneynak, mivel mindazzal a képzelőerővel és erővel rendelkezik, melynek ő híján van. Leleplezésétől és lefegyverzésétől azt reméli, hogy csökkentheti Ferris befolyását a társai körében, illetve visszaállíthatja a felnőttek tekintélyét.” Ugyanakkor megemlíti, hogy Rooney alapvetően egy komikus figura, kinek kétbalkezes igyekezete, hogy Ferrist megfegyelmezze, a humor elsődleges forrása a filmben. Thomas Patrick Doherty szerint a tinédzserfilmek felnőtt főgonoszai, ahogy ebben a filmben is, túlzó karikatúrák, nem kell bennük fenyegetést látni, hiszen megnevettetnek. Silverblatt megjegyzi még, hogy az igazgatót vicces figurának beállítani, felveti a kérdést, hogy a felnőttek mennyire alkalmasak a fiatalok nevelésére.
Mivel nem a felnőttek a film főszereplői és sztárjai, Roz Kaveney kiemeli, hogy a Meglógtam a Ferrarival abban hoz újat a tinédzserfilmek műfajába, hogy megmutatja, hogyan lehet valaki menő és népszerű, pénz és sportsikerek nélkül. Ferris is ért a számítógépekhez, de a Különös kísérlet főszereplőivel ellentétben őt mégsem sorolhatjuk a kockafejűekhez és stréberekhez, mivel tudását fáradságos munkával szerezte meg.

## Házimozi
A filmet először 1987-ben jelentették meg VHS-en, majd újra kiadták 1996-ban. DVD-változatban három kiadást ért meg: az elsőt 1999-ben, a másodikat (az úgynevezett Bueller... Bueller-kiadást) 2006-ban, és a harmadikat (az I Love the '80s-kiadást) 2008-ban dobták piacra. Az első DVD, ahogy több első kiadású Paramount-os DVD, még kevés ráadással rendelkezett, de már tartalmazta a rendező audiokommentárját. A Bueller... Bueller-kiadás több különleges anyagot is tartalmaz, viszont hiányzik róla a rendezői kommentár audiosávja. Az I Love the '80s-kiadás azonos az eredeti kiadással (ráadás csak a kommentár), de tartozik hozzá egy CD az 1980-as évek zenéivel, melyek azonban nem szerepelnek a filmben. A Bueller... Bueller-en a stábbal és a színészekkel készült interjúk, illetve Ben Stein kommentárja is megtalálható. A Blu-ray disc változatot először 2009. május 5-én, majd 2011. augusztus 2-án a 25. évfordulóra jelentették meg (utóbbit egy DVD-vel együtt).

## Televíziós sorozat
Az NBC 1990-ben Ferris Bueller címmel kezdte el sugározni sorozatát, melyben Ferris szerepét Charlie Schlatter, Jeanie-ét Jennifer Aniston és Sloane-ét Ami Dolenz játszotta. A sorozat a film előzményeit meséli el. A pilot epizódban Schlatter láncfűrésszel felvágja Matthew Broderick életnagyságú kartonfiguráját, mondván: utálta Brodericket Ferris szerepében. A sorozat a Maysh, Ltd. Productions és a Paramount Television koprodukciójában készült. Az első 13 rész után azonban beszüntették a sorozat gyártását, melynek egyik oka a Fox-on, hasonló időben futó Parker Lewis sohasem veszít sorozat volt. Schlatter és Aniston később más sorozatokban váltak sikeressé, előbbi a 
Halálbiztos diagnózisban, míg utóbbi a Jóbarátokban lett igazán ismert.

## Dokumentumfilm
2011-ben Inside Story: Ferris Bueller's Day Off címmel megjelent a filmnek emléket állító dokumentumfilm, melyben az egykori szereplők és stábtagok mesélnek a filmről.

## Fordítás
- Ez a szócikk részben vagy egészben  a   Ferris Bueller's Day Off című angol Wikipédia-szócikk ezen változatának fordításán alapul.  Az eredeti cikk szerkesztőit annak laptörténete sorolja fel. Ez a jelzés csupán a megfogalmazás eredetét és a szerzői jogokat jelzi, nem szolgál a cikkben szereplő információk forrásmegjelöléseként.